# خانه‌های بریم شماره ۲۲۵
خانه‌های بریم شماره ۲۲۵ مربوط به دوره پهلوی دوم است و در شهرآبادان، بخش مرکزی، منطقه مسکونی بریم، پلاک ۲۲۵ واقع شده و این اثر در تاریخ ۶ اسفند ۱۳۸۵ با شمارهٔ ثبت ۱۷۴۰۶ به‌عنوان یکی از آثار ملی ایران به ثبت رسیده است.